# آدم شيف
آدام بينيت شيف (بالإنجليزية: Adam Bennett Schiff)‏ هو سياسي ومحامي أمريكي من الحزب الديمقراطي ولد في يوم 22 يونيو 1960 في مدينة فرامينغهام في ماساتشوستس. هو نائب في مجلس النواب الأمريكي منذ سنة 2001.